# Englewood (Pennsylvanie)
Englewood est une census-designated place située dans le comté de Schuylkill, dans l’État de Pennsylvanie, aux États-Unis. Lors du recensement de 2020, elle compte 561 habitants.